# ルイス・クルーズ (投手)
ルイス・クルーズ・エルナンデス（Luis Cruz Hernandez, 1990年9月10日 - ）はプエルトリコサンフアン出身の野球選手（投手）。左投左打。

## 経歴
2008年のMLBドラフト9巡目（全体272位）でヒューストン・アストロズから指名され、プロ入り。アパラチアンリーグのルーキー級グリーンビル・アストロズで7試合に登板し1勝1敗、防御率2.28だった。
2009年もルーキー級グリーンビルでプレー。12試合に登板し1勝4敗、防御率6.75だった。
2010年はA級レキシントン・レジェンズでプレー。20試合に登板し8勝5敗、防御率3.61だった。8月4日にアストロズの7月度「Minor League players of the month」に選出された。
2011年はA+級ランカスター・ジェットホークスでプレー。4試合に登板し0勝1敗、防御率14.54と結果を残せず、5月下旬にA級レキシントンへ降格。18試合に登板し5勝4敗、防御率4.45だった。
2012年はA級レキシントンでプレー。28試合に登板し9勝8敗、防御率4.05だった。
2013年はA+級ランカスターでプレー。27試合に登板し8勝6敗、防御率5.16だった。8月にAA級コーパスクリスティ・フックスへ昇格。4試合に登板し2勝0敗、防御率0.53だった。11月21日に40人枠入りを果たした。
2014年3月10日にAAA級オクラホマシティ・レッドホークスへ異動した。
2015年はAAA級のフレズノ・グリズリーズで先発としてプレーした。28試合中19試合で先発登板し、防御率4.27・7勝5敗・52四球・93奪三振という成績を残した。なお、メジャーでの登板機会はなかった。